# Komponenty rezerwowe Sił Zbrojnych Stanów Zjednoczonych
Komponenty rezerwowe Sił Zbrojnych Stanów Zjednoczonych – rezerwowe organizacje wojskowe, których członkowie pełnią służbę wojskową przez określony okres w ciągu roku (zwykle 39 dni – jeden weekend każdego miesiąca oraz dodatkowych 15 dni w ciągu roku), a w razie potrzeby wcielani są do służby czynnej. Jednostki te określone są często wspólnym mianem the Guard and Reserves (Gwardia i Rezerwy).

## Komponenty rezerwowe
1. Army Reserve (Rezerwy Armii)
2. Navy Reserve (Rezerwy Marynarki Wojennej)
3. Marine Corps Reserve (Rezerwy Piechoty Morskiej)
4. Air Force Reserve (Rezerwy Sił Powietrznych)
5. Coast Guard Reserve (Rezerwy Straży Wybrzeża)
6. Army National Guard (Gwardia Narodowa Armii)
7. Air National Guard (Powietrzna Gwardia Narodowa)
8. United States Public Health Service Reserve Corps (Korpus Rezerwowy Publicznej Służby Zdrowia Stanów Zjednoczonych) (w odróżnieniu od pozostałych nie jest organizacją wojskową)

Uwaga: Gwardia Narodowa Armii i Powietrzna Gwardia Narodowa USA są komponentami Gwardii Narodowej Stanów Zjednoczonych.

## Jednostki pomocnicze
1. Civil Air Patrol (Cywilny Patrol Powietrzny), oddział pomocniczy US Air Force
2. Coast Guard Auxiliary (Oddział Pomocniczy Straży Wybrzeża), oddział pomocniczy US Coast Guard
3. Merchant Marine (Morska Flota Handlowa), oddział pomocniczy US Navy
4. Military Auxiliary Radio System (Pomocniczy Wojskowy System Radiowy)
5. Marine Corps Cyber Auxiliary

## Stanowe Siły Obronne
State Defense Forces (SDF, Stanowe Siły Obronne) to jednostki stacjonujące w niektórych stanach Ameryki, podlegające władzom stanowym, a nie federalnym. Z tego względu nie są one uznawane za część sił rezerwowych.

## Mobilizacja
Podział mobilizacji w komponentach rezerwowych armii USA:

- Pełna mobilizacja - wymaga deklaracji Kongresu podjętej w czasie zagrożenia państwa i dotyczy wszystkich komponentów rezerwowych.

- Częściowa mobilizacja - zarówno jak i pełna mobilizacja, wymaga deklaracji Kongresu, ograniczona do 1 mln żołnierzy przez okres nie dłuższy niż 2 lata.

- Rezerwa prezydencka - nie wymaga deklaracji Kongresu, lecz ustanawiana jest z inicjatywy prezydenta Stanów Zjednoczonych. Posiada od 200 000 do 300 000 rezerwistów.

- Statut 15-dniowy - pozwala na pobór rezerwy na okres 15 dni, którzy są przygotowywani do rocznego szkolenia do misji operacyjnych.

- Ochotnicy komponentów rezerwowych - (ang. RC Volunteers), korpus ochotniczy komponentów rezerwowych, na który składają się żołnierze-ochotnicy, którzy mogą zażądać przejścia do służby czynnej. Przejście do służby czynnej zatwierdza personel i dowództwo Gwardii Narodowej.